# Joy Adamson
Joy Adamson, eg. Friedrike Viktoria Gessner, född 20 januari 1910 i Troppau i Österrike-Ungern (nuvarande Opava i Tjeckien), död 3 januari 1980 i Shaba National Reserve i Kenya, var en österrikisk-brittisk konstnär, författare och etnograf.

## Biografi
Joy Adamson gifte sig tre gånger under 10 år. Sitt första äktenskap ingick hon 1935 med Viktor von Klarwill (aka Ziebel; 1902–1985).
1937 åkte hon till Kenya där hon träffade och gifte sig 1938 med botanikern Peter Bally, som gav henne smeknamnet "Joy". Bally målade tavlor med växtmotiv och det var han som uppmuntrade henne att fortsätta skissa och måla floran och faunan i sin omgivning.
I sitt tredje äktenskap (från 1944) var hon gift med den brittiske skogvaktaren George Adamson och bosatt i Kenya. Där ägnade hon sig åt vilda djur och växter. Hon fick en tam lejonunge, Elsa, och började sedan träna lejonungen för att återvända till ett liv i vilt tillstånd. Hon lyckades, delvis, eftersom Elsa fick tre ungar med en vild hane.
Hon berättade om detta i romanen Born Free (1960; svenska: Född fri, 1961) som var en bestseller i början av 1960-talet, och uppföljarna Living Free (1961; svenska: Leva fri, 1962) samt Forever Free (1962; svenska: För alltid fri, 1963).

### Elsas död
I januari 1961 dog Elsa av babesios, en sjukdom som orsakades av ett fästingbett. Hennes tre ungar blev till besvär och dödade lokala bönders boskap. Familjen Adamson, som fruktade att bönderna skulle döda ungarna, kunde så småningom fånga dem och transportera dem till angränsande Tanganyika-territoriet, där de lovades ett hem i Serengeti nationalpark. I den avslutande delen av boken Forever Free tappade Adamsons spåret av ungarna i deras nya hem. Efter att ha beskrivit en fruktlös sökning, tänkte Joy Adamson på lejonen: "Mitt hjärta var med dem var de än var. Men det var också med dessa två lejon här framför oss; och när jag tittade på detta vackra par, insåg jag hur alla egenskaperna hos våra ungar var inneboende i dem. Ja, i varje lejon jag såg under våra sökningar kände jag igen den inneboende naturen hos Elsa, Jespah, Gopa och Lilla Elsa, andan hos alla magnifika lejon i Afrika".

### Film
Boken Born Free har filmats flera gånger, första gången 1966 (Född fri – Lejonet Elsa med Virginia McKenna och Bill Travers i huvudrollerna).

### Utmärkelse
1977 fick Joy Adamson det österrikiska priset Austrian Decoration for Science and Art.
Adamson har fått nedslagskratern Adamson på planeten Venus uppkallad efter sig.

### Morden på makarna Adamson
Joy Adamson mördades 1980 i sitt hem i naturreservatet Shaba National Reserve i Kenya. Hennes make, George Adamson, mördades 1989 av tjuvskyttar.